# Filiación
La filiación es un derecho que existe entre dos personas donde una es descendiente de la otra, sea por un hecho natural o por un acto jurídico. En términos generales, se puede indicar que

«(...) comprende el vínculo jurídico que existe entre los sujetos llamados ascendientes y descendientes, sin limitaciones de grados; es decir, entre personas que descienden las unas de las otras (...)» (Gallegos, 2006, p. 65).

Del carácter estrictamente jurídico de la relación filial se desprenden ciertas consecuencias. En primer lugar, puede darse que no toda persona tenga una filiación o estado filial.
En segundo lugar, la filiación biológica puede perfectamente no coincidir con la filiación jurídica, toda vez que el derecho extrae un efecto de tipo jurídico del primero que no siempre es idéntico (por ejemplo, si alguien siendo padre biológico, pierde el juicio de reclamación por sentencia pasada en autoridad de cosa juzgada).

## Concepto
La filiación puede ser vista desde dos perspectivas exclusivamente:
- Como una relación jurídica entre un padre y su hijo, o una madre y su hijo, por lo que siempre es bilateral; y
- Como un estado civil, es decir, como una especial posición de una persona en relación con su sociedad, tipificada normativamente.

## Sistemas de atribución
Existen dos sistemas teóricos para establecer la filiación:
- El de titulación, en donde la filiación se tiene por los títulos de atribución que es la causa iuris de la filiación y títulos de legitimación, que son signos o requisitos legales que refieren a la determinación y tienen una función probatoria. Los títulos pueden entrar en conflictos entre sí respecto de una misma persona. En la doctrina no es claro diferenciar cuáles sean unos y otros (así, p.ej., la disputa entre Manuel Peña y Díez del Corral, sobre la llamada presunción de paternidad).
- El de procedimentalización, en donde parte de la separación de ciertos procedimientos independientes para acceder o destruir la filiación, con basamento de cada uno de ellos en criterios-base de carácter autónomos entre sí, que son el punto de partida, punto de articulación y de interpretación cada procedimiento, al final factores de determinación, y metacriterios de decisión para conflictos o choques de procedimientos. Este sistema tiene como sustrato una triple partición entre: i) los procedimientos constitutivos o impugnativos, ii) el estado civil filial constituido y iii) los derechos y deberes atribuidos al estado civil. Además, tiene un fuerte carácter normativista.(E. Gandulfo).

## Tipos de filiación (unidad o pluralidad)
Esto se refiere a cuántos estados civiles filiales tiene un ordenamiento jurídico, y supone una definición específica de la ley.
- Pluralidad: si el Derecho distingue varias posiciones de hijo como estado civil —por ej., legítimo (también llamado filiación matrimonial) e ilegítimo (no matrimonial), adoptivo, etc.—, entonces debe hablarse de diversos tipos de filiación. La pluralidad de estados es un instrumento para atribuir una discriminación en los derechos y obligaciones imputables.
- Unidad: si el Derecho solo tiene una posición en su calidad de hijo como estado civil, entonces no puede hablarse de tipos de filiación, sino de una única consideración en la posición, "hijo". La unidad de estado es usada para atribuir igualdad en el régimen de los derechos y obligaciones.

## Procedimientos para constituir la filiación
Tratándose de un sistema plural o único, el estado civil filial puede tener su origen en diversos procedimientos que establezca la ley. Cada procedimiento se organiza en torno a un criterio-base que origina el procedimiento. 
Los criterios-base los determinara cada legislación. Los tradicionales son: el natural, mediante acto natural de la procreación, y el puramente jurídico, mediante un contrato (como en la antigua adopción romana) o un proceso jurisdiccional de adopción. A ellos, en algunos sistemas, se les agrega los siguientes criterios-base: de reproducción asistida, mediante un acto tecnológico de reproducción, y uno social, atribuido mediante solo consideraciones sociales sobre quien sea hijo de quien.
En el caso de la filiación de origen biológico, también se distingue entre un contexto matrimonial, cuando los progenitores están casados entre sí, y el contexto no matrimonial (o extramatrimonial), en caso contrario.

### Formas de determinar la filiación
Según el ordenamiento jurídico en concreto, la filiación puede recurrir a ciertos factores de determinación de la filiación. Su objetivo es facilitar la constitución del estado filial, mediante el establecimiento legal de tipos de hechos relativamente simples de constatar en la práctica, y que sean una manifestación externa del criterio-base.
En esta materia depende de cada legislación nacional su establecimiento, y cada procedimiento puede tener sus propios factores independientes de los otros:
- Mediante el parto. Este se construye como un factor de determinación de la filiación en un procedimiento natural, que se aplica solo a la mujer.
- Mediante la vieja y conocida regla del pater is est. También solo opera en un procedimiento natural. Se establece que el marido de la madre será considerado como padre del hijo de esta. Se construye mediante tres subreglas: i) la existencia de un matrimonio, ii) el nacimiento dentro de un preciso tiempo en relación con el matrimonio y iii) que se esté determinada la maternidad de la madre.
- Mediante el acto de reconocimiento de la progenitura, paterna o materna. Este constituye un acto voluntario, de tipo unilateral, de admisión de la propia paternidad respecto de otra persona. Cada legislación tiene sus propios límites de procedencia, pero existe una tendencia a que tenga cada vez menos límites.
- Mediante sentencia firme. Este caso es aplicable para adopciones, o para reclamaciones de paternidad. La sentencia también se inscribe en el Registro civil, con el fin de dar publicidad a un hecho que tiene importantes consecuencias frente a terceros.
- A través de la inscripción de su nacimiento en el Registro Civil. En alguna legislación, como la chilena, este no constituye un factor de determinación, sino un medio para acreditar la filiación ya constituida.
- Posesión notoria. Solo constituye un factor de determinación, cuando la legislación ha erigido un criterio social, como base de un procedimiento. La posesión notoria es la actitud de un aparente padre, es decir, una persona que trata a un niño como si fuera suyo: lo cuida, educa, le provee alimentos y vestimenta, es decir, lo trata como un padre trata normalmente a un hijo. Esta forma en algunas legislaciones es considerada solo una forma de acreditar la filiación ya constituida, pero con la exactitud de las pruebas de ADN, el concepto práctico de la posesión notoria como determinante de la filiación ha caído en desuso.

## Acciones relativas a la filiación
Las acciones relativas a la filiación, bajo el supuesto de que exista o no el estado fiial, pueden ser de dos grandes clases: destructivas de la filiación o atributivas de ella. Para los procesalistas, todas ellas son constitutivas porque vienen a innovar sobre el ordenamiento jurídico (E Liebman). La mayoría de los ordenamientos jurídicos reconoce las siguientes acciones:

### Acciones de imputación
- La acción de reclamación o reivindicación de la filiación. Es el derecho de toda persona de acudir ante las instancias judiciales para resolver su estado de filiación. Sería el caso del hijo que sabe la identidad de su verdadero padre, e inicia la acción de reivindicación para que este sea reconocido judicialmente como tal.
- La acción de adopción. Tiene por objeto constituir el estado civil de hijo, sometiéndose a los procedimientos jurídicos respectivos que cada legislación cree.

### Acciones de impugnación
- La impugnación de paternidad en sede judicial.
- El desconocimiento de paternidad. Por ejemplo, ante un hijo que nace dentro del matrimonio, pero cuyo progenitor no es el cónyuge.
- La nulidad o impugnación del reconocimiento. Por ejemplo, un padre que haya reconocido a un hijo voluntariamente, puede luego pedir que se revoque este reconocimiento. Algunos ordenamientos estipulan que el reconocimiento es irrevocable, salvo por error o falsedad a la hora de haberlo realizado, debiendo solicitarse en sede judicial.

## Efectos
En el ius commune a esta área se le llamaba ius personarum (H. Coing). La filiación tiene importantes efectos jurídicos. Podemos citar, entre los más importantes, los siguientes:
- En derecho de familia, la filiación origina la patria potestad, el que en algunas legislaciones se divide en la custodia personal del menor y la custodia patrimonial de sus bienes, la obligación alimenticia en caso de vida separada de los padres, el derecho a la relación directa y regular entre el hijo y el padre que no tiene la custodia del primero, el deber de socorro y ayuda mutua, el deber de educar al hijo.
- En derecho sucesorio, en algunos sistemas, la filiación obliga a la reserva de la legítima y es el heredero legal prioritario (junto con el resto de hermanos).
- La filiación determina los apellidos de la persona, que se regirán en función de la legislación concreta aplicable.

Entre los efectos extraciviles podemos mencionar:
- En derecho penal, la filiación puede alterar la punibilidad de un delito, en algunos casos como excusa legal absolutoria, y en otras bien como atenuante, bien como agravante.
- En derecho constitucional e internacional público, la filiación puede comunicar la nacionalidad de los padres a los hijos de éstos, en los casos de regla de ius sanguinis.

## Diferencia con la consanguinidad
Es menester hacer la diferenciación entre este concepto y el de la consanguinidad y la relación en sentido más amplio que se refiere tanto a los vínculos de procreación (génitor, génitrix y progenie) que los vínculos más puramente sociales y culturales de los estatus padre, madre, hijo e hija.

## Regulación por países

### Chile
La filiación es un concepto jurídico del derecho de familia de Chile que se puede definir como «la relación de descendencia que existe entre dos personas, una de las cuales es padre o madre de la otra». Existen tres tipos: la filiación por naturaleza —que puede ser matrimonial o no matrimonial—, la filiación por técnicas de reproducción humana asistida, y la filiación por adopción.
La filiación puede determinarse:
- A través de la ley, que determina la filiación con base en ciertos presupuestos (por ejemplo, la presunción de paternidad de los hijos nacidos dentro del matrimonio).
- Por el reconocimiento voluntario que hacen padres y madres sobre el hijo.
- Por sentencia judicial, esto es, cuando un tribunal declara la paternidad o maternidad anteriormente no conocida o modifica una ya determinada.

De acuerdo con el Código Civil de Chile, la filiación matrimonial queda determinada por el nacimiento del hijo durante el matrimonio de sus progenitores. Tratándose del hijo nacido antes de casarse sus progenitores, la filiación matrimonial queda determinada por la celebración de ese matrimonio, siempre que la maternidad o la paternidad de ambos estén ya determinadas (por reconocimiento o sentencia judicial firme). La filiación no matrimonial queda determinada legalmente por el reconocimiento de uno de los progenitores, o de ambos, o por sentencia firme en juicio de filiación.